# Avahi
Avahi é um gênero de lêmures da família Indridae. Pode ser encontrado apenas em Madagascar. Os membros deste gênero são conhecidos como lêmures lanosos.

## Espécies
- Avahi betsileo Andriantompohavana et al., 2007
- Avahi cleesei Thalmann e Geissmann, 2005
- Avahi laniger (Gmelin, 1788)
- Avahi meridionalis Zaramody et al, 2006
- Avahi mooreorum Lei et al., 2008
- Avahi occidentalis von Lorenz-Liburnau, 1898
- Avahi peyrierasi Zaramody et al., 2006
- Avahi ramanantsoavani Zaramody et al., 2006
- Avahi unicolor Thalman e Geissmann, 2000